# Madaillan
Madaillan é uma comuna francesa na região administrativa da Nova Aquitânia, no departamento de Lot-et-Garonne. Estende-se por uma área de 24,39 km². Em 2010 a comuna tinha 667 habitantes (densidade: 27,3 hab./km²).